# D-subminiature

I vari modelli di D-sub

Il D-subminiature o D-sub è un tipo di connettore elettrico  comunemente utilizzato soprattutto per i computer. Prende il nome dalla forma a "D" dello schermo metallico che circonda i piedini, i quali possono essere ricavati da lamierino sagomato a cilindro, oppure fresati dal pieno (più costosi); tale forma serve a garantire che il connettore possa essere inserito solo nel verso giusto.
Ne esistono diversi modelli con numero variabile di piedini, disposti su due o tre file. Tra i più comuni il DE-9 utilizzato per la trasmissione RS-232, il DA-15 utilizzato per la tradizionale porta giochi per PC, il DE-15 utilizzato per il connettore VGA (diverso dal DA-15 perché è più stretto e ha tre file orizzontali di piedini anziché due) ed il DB-25 per la porta parallela delle stampanti.
Attualmente questo tipo di connettori è in declino a causa delle dimensioni e dei costi relativamente elevati e viene sempre più rimpiazzato da connettori IEEE 1394, DisplayPort e USB.